# Pfarrkirche Sankt Lorenzen bei Knittelfeld

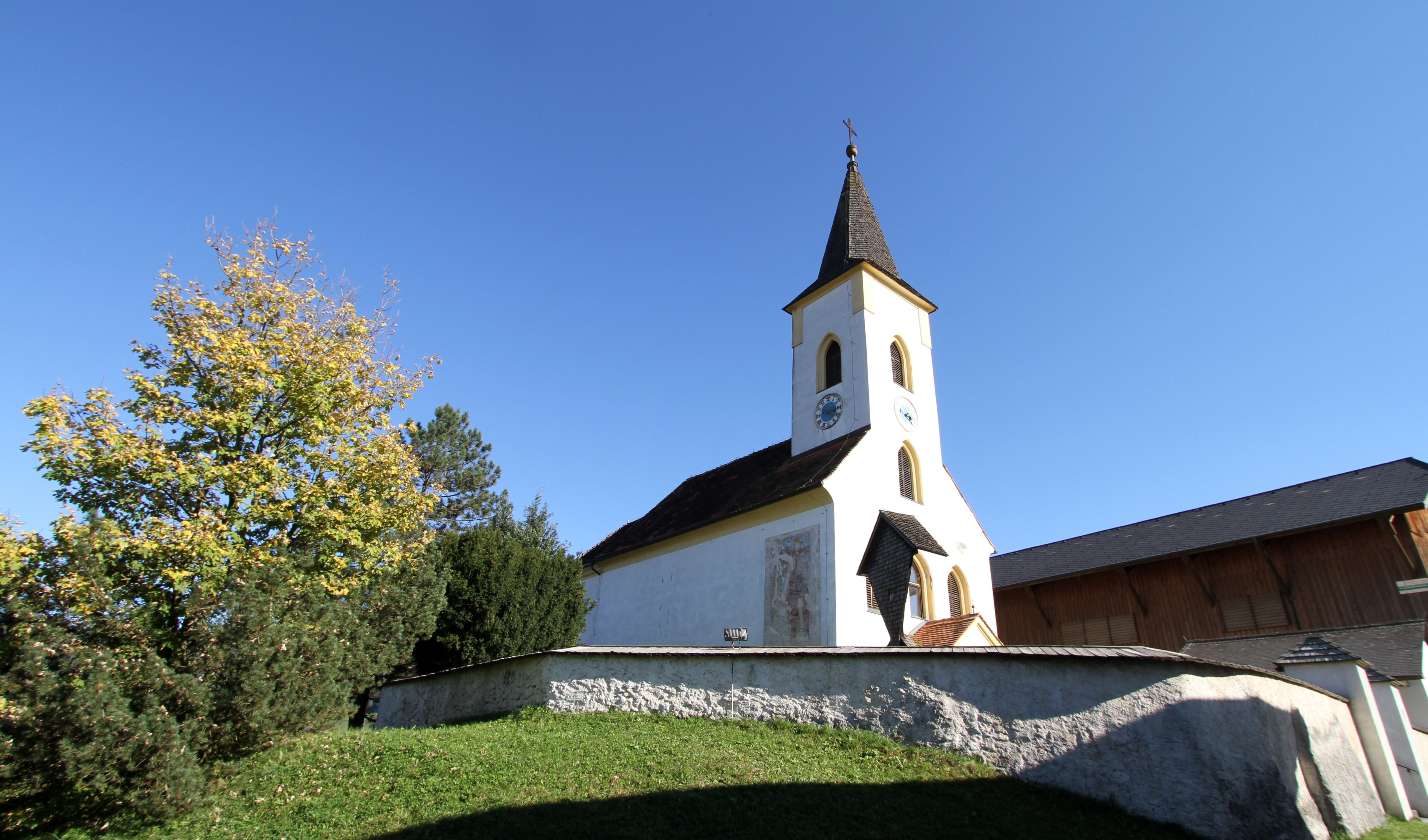
Katholische Pfarrkirche hl. Laurentius in Sankt Lorenzen bei Knittelfeld

Die Pfarrkirche Sankt Lorenzen bei Knittelfeld steht auf einer kleinen Erhebung in der Kirchsiedlung Sankt Lorenzen bei Knittelfeld in der Gemeinde Sankt Margarethen bei Knittelfeld im Bezirk Murtal in der Steiermark. Die dem Patrozinium hl. Laurentius von Rom unterstellte römisch-katholische Pfarrkirche gehört zum Dekanat Knittelfeld in der Diözese Graz-Seckau. Die Kirche und der Friedhof stehen unter Denkmalschutz (Listeneintrag). 

## Geschichte
Vor 1075 war die Kirche eine Eigenkirche des Hartnid von Feistritz. Dann eine Filiale der Pfarrkirche Sankt Margarethen bei Knittelfeld wurde die Kirche 1742 zur Pfarrkirche erhoben. Bis 1782 war die Kirche dem Stift Seckau inkorporiert.

## Architektur
Der spätgotische Kirchenbau um 1500 ist von einer Kirchhofmauer umgeben.
Das vierjochige Langhaus zeigt ein unregelmäßiges Sternrippengewölbe mit gewundenen Rippen auf Konsolen. Der eingezogene abgefaste Fronbogen ist spitzbogig. Der etwas schmälere und um zwei Stufen höhere einjochige Chor mit einem Fünfachtelschluss hat ein Sternrippengewölbe auf Halbkreisdiensten und runde Schlusssteine. Die Spitzbogenfenster ohne Maßwerk haben außen unter den Fenstern ein umlaufendes Kaffgesims. Das verstäbte Westportal ist spitzbogig, das Südportal ist einfach. Der in die Westfront eingestellte Turm hat eine Glockenstube mit einem Sternrippengewölbe auf Wappenschildkonsolen und trägt eine Spitzhelm aus dem 19. Jahrhundert.
Der barocke Kirchhofkruzifix ist aus der ersten Hälfte des 18. Jahrhunderts, die Figur Schmerzhafte Maria schuf Balthasar Prandtstätter in der zweiten Hälfte des 18. Jahrhunderts.

## Ausstattung

Kircheninneres

Der barocke Hochaltar mit Säulen und Umgangsportalen, urkundlich eine Tischlerarbeit von Michael Guntschnig 1712, trägt die zeitgleichen Statuen Anna und Elisabeth.
Der spätgotische Taufstein ist zwölfseitig.